# Jim McWithey
Jim McWithey és un pilot estatunidenc de curses automobilístiques nascut el 4 de juliol del 1927 a Grammer, Indiana.
Herman va córrer a la Champ Car a les temporades 1956-1960 incloent-hi la cursa de les 500 milles d'Indianapolis que va córrer els anys 1959 i 1960.

## Resultats a l'Indy 500
| Any    | Cotxe  | Sortida | Vel. mitja | Ranking | Final  | Voltes | V. Líder | Retirat   |
| ------ | ------ | ------- | ---------- | ------- | ------ | ------ | -------- | --------- |
| 1959   | 58     | 33      | 141.215    | 33      | 16     | 200    | 0        | Va acabar |
| 1960   | 16     | 32      | 140.378    | 33      | 29     | 60     | 0        | Frens     |
| Totals | Totals | Totals  | Totals     | Totals  | Totals | 260    | 0        |           |

| Sortides     | 2 |
| Poles        | 0 |
| Voltes líder | 0 |
| Victòries    | 0 |
| Top 5        | 0 |
| Top 10       | 0 |
| Retirat      | 1 |

## A la F1
El Gran Premi d'Indianapolis 500 va formar part del calendari del campionat del món de la Fórmula 1 entre les temporades 1950 a la 1960.
Els pilots que competien a l'Indy durant aquests anys també eren comptabilitzats pel campionat de la F1.
Jim McWithey va participar en 2 curses de F1, debutant al Gran Premi d'Indianapolis 500 del 1959 i va participar en el Gran Premi d'Indianapolis 500 en una ocasió més: el Gran Premi d'Indianapolis del 1960.

### Palmarès a la F1
- Participacions: 2
- Poles: 0
- Voltes Ràpides: 0
- Victòries: 0
- Punts vàlids per la F1: 0